# 説教、説話、祈り
『説教、説話、祈り』（せっきょう、せつわ、いのり; A Sermon, a Narrative and a Prayer）は、イーゴリ・ストラヴィンスキーが1960年から翌年にかけて作曲したカンタータ。『新約聖書』（欽定訳）などをもとにした3曲からなる英語の宗教曲である。

## 作曲の経緯
スイスのバーゼル室内管弦楽団のパウル・ザッハーの委嘱によって作曲された。かつて1946年にストラヴィンスキーは同室内管弦楽団のために『弦楽のための協奏曲』を書いたことがある。
ストラヴィンスキーによれば、先に書いたカンタータ『トレニ』が旧約聖書を題材としているので、新しいカンタータは新約聖書をもとに書くことにした。1960年から翌年1月にかけてハリウッドで作曲された。

## 初演
1962年2月23日に、パウル・ザッハー指揮、バーゼル室内管弦楽団によりバーゼルで初演された。

## 編成
- アルト、テノール、語り手、混声合唱
- フルート、アルトフルート、オーボエ2、クラリネット、バスクラリネット、ファゴット2、ホルン4、トランペット3、トロンボーン3、チューバ、タムタム（3台）、ピアノ、ハープ、弦5部（8-7-6-5-4）[3][4]。

演奏時間は約16分。

## 音楽
この時代のストラヴィンスキーの他の音楽同様、十二音技法を使って書かれている。音列の第1-5音・第3-7音・第8-12音の5音ずつがそれぞれ長三度の狭い音程内におさまっている。
前作の『ムーヴメンツ』以来、ストラヴィンスキーは十二音を6音ずつに分けて、6音を回転させることによって5種の新たな音列（原形を加えて6種類）を生みだす技法を使用している。『説教、説話、祈り』では6種類の音列を順に鳴らすことによって旋律を作るだけでなく、さらに6種類を同時に重ねることで和音を作っている。この技法は『説教、説話、祈り』ではじめて採用された。
また、「説話」の最後や「祈り」の最後のアレルヤ部分の和音は音列とその逆行・反行・逆行の反行を同時に鳴らすことによって得られる。

## 内容

### 説教
第1曲の歌詞はパウロ書簡から信仰と希望に関する言葉を選んだもの（「ローマ人への手紙」8:24-25、「ヘブライ人への手紙」11:1、12:29）で、アルト・テノール・合唱によって歌われる。
曲は前後2つの部分に分かれ、いずれも器楽ではじまる、よく似た（同一ではない）形式を取る。

### 説話
第2曲はもっとも長く、全体の半分近くを占める。歌詞は「使徒言行録」第6-7章の抜粋で、キリスト教最初の殉教者とされるステファノについて歌う。この曲では合唱は休み、かわりに語り手が参加してメロドラマの形式を取る（語り手はこの曲にのみ登場）。
語り手とアルトの歌が交互にステファノの殉教について物語るが、両者はしばしば重なりあう。ステファノ自身の言葉はテノールによって歌われる。クライマックスの、人々がステファノに石を投げる箇所（7章57-58節）はアルトとテノールが複雑に重なりあう。管弦楽はかなり複雑な構造を持つ。最後の部分（7章59-60節）はアカペラで語り歌われる。

### 祈り
第3曲はエリザベス朝時代のトーマス・デッカーによる『ノアの箱舟の4羽の鳥』(Foure Birdes of Noahs Arke)という祈祷集に出てくる「勉強部屋または学校に行く前の子供のための祈り」を元にしている。
アルトによって歌いはじめられ、テノール、合唱が順に重なりあうポリフォニー音楽である。合唱とともに出現する管弦楽はハープ・ピアノ・コントラバスの低音のユニゾンにタムタムを重ね、重々しいオスティナートを奏でる。同音、とくに変ホ音の繰り返しは葬送の鐘を思わせる。曲はアレルヤコーラスによって静かに終わる。

## 歌詞の問題点
リチャード・タラスキンは説話の部分がステファノによる「項（うなじ）強くして心と耳に割礼なき者よ、汝らは常に聖霊に逆ふ。その先祖たちの如く汝らも然り。汝らの先祖たちは預言者のうちの誰をか迫害せざりし。彼らは義人の来（きた）るを預じめ告げし者を殺し、汝らは今この義人を売り、かつ殺す者となれり。」（文語改訳「使徒行伝」7:51-52）を含むことを、『カンタータ』の「明日は私の踊りの日」とともにストラヴィンスキーの反ユダヤ主義を示すものとして問題視した。